# Estonské obranné síly
Estonská armáda, oficiálně Estonské obranné síly jsou ozbrojené síly Estonska. Sestávají z Pozemních vojsk (Maavägi), námořnictva (Merevägi), letectva (Õhuvägi) a polovojenské státní organizace, mající prvky domobrany, aktivních záloh či skautů (Kaitseliit).
Povinností estonských obranných sil je zaručit a udržet nezávislost a suverenitu Estonska, integritu jeho území, teritoriálních vod a vzdušného prostoru a společně s policií přispět k udržování pořádku v zemi. Jejich nynějším cílem je vytvoření a udržení spolehlivé obranné síly , která se vyrovná státům NATO a která s nimi v rámci tohoto uskupení spolupracuje.

## Historie
Estonské obranné síly vznikly roku 1918 se vznikem Estonska. V letech 1918-1920 se jim spolu se spojenci podařilo vybojovat nezávislost Estonska na SSSR a Německu během tzv. Estonské osvobozenecké války. Po roce 1938 zahraniční politika Estonska pod autoritativním režimem Konstantina Pätse stále více směřovala na Německo, jako na hlavního spojence proti případnému útoku SSSR. Paktem Molotov–Ribbentrop roku 1939 se ale Německo úlohy obránce baltských států vzdalo a předalo je do sféry vlivu SSSR. Od té doby vojenská přítomnost Rudé armády stoupala až do roku 1940, kdy bylo Estonsko anektováno a estonské ozbrojené síly se bez jediného výstřelu vzdaly sovětům a začlenily se do sovětských vojenských struktur.
Když začal roku 1941 německý útok na Sovětský svaz, po dobytí Estonska byli někteří Estonci přesvědčeni o tom, že Němci přichází jako osvoboditelé. V rámci Waffen-SS byl v říjnu 1942 založen tzv. „Estonský legion“, do něhož vstoupilo cca 38 000 mužů – nuceně, či dobrovolně.
Během sovětské okupace fungovaly na estonském území ozbrojené skupinky partyzánů, jimž se říkalo Lesní bratři. Poslední člen tohoto hnutí byl objeven roku 1978. Obnovené estonské ozbrojené síly vznikly oddělením od Sovětské armády roku 1991.

## Pozemní síly
Hlavní část estonských ozbrojených sil tvoří pozemní síly. Výzbroj estonských pozemních sil byla přejatá ze SSSR. Prochází však procesem modernizace a vyzbrojováním moderními zbraněmi z Finska a NSR. Roku 2008 byl pro armádu zaveden místo starého ruského nový digitální maskovací vzor ESTDCU. Do roku 2009 se Estonská armáda účastnila zahraniční mise v Iráku. Od roku 2003 je přítomná také v Afghánistánu.
Největší pozemní estonskou silou je pěchota, ve stavu pohotovosti se jedná o 4 pěší brigády. Estonsko disponuje také podobnou dělostřeleckou a protileteckou silou. Speciální jednotkou je Kuperjanovův pěší prapor sídlící ve městě Võru. Estonská pozemní armáda se také účastní humanitárních akcí při záplavách.

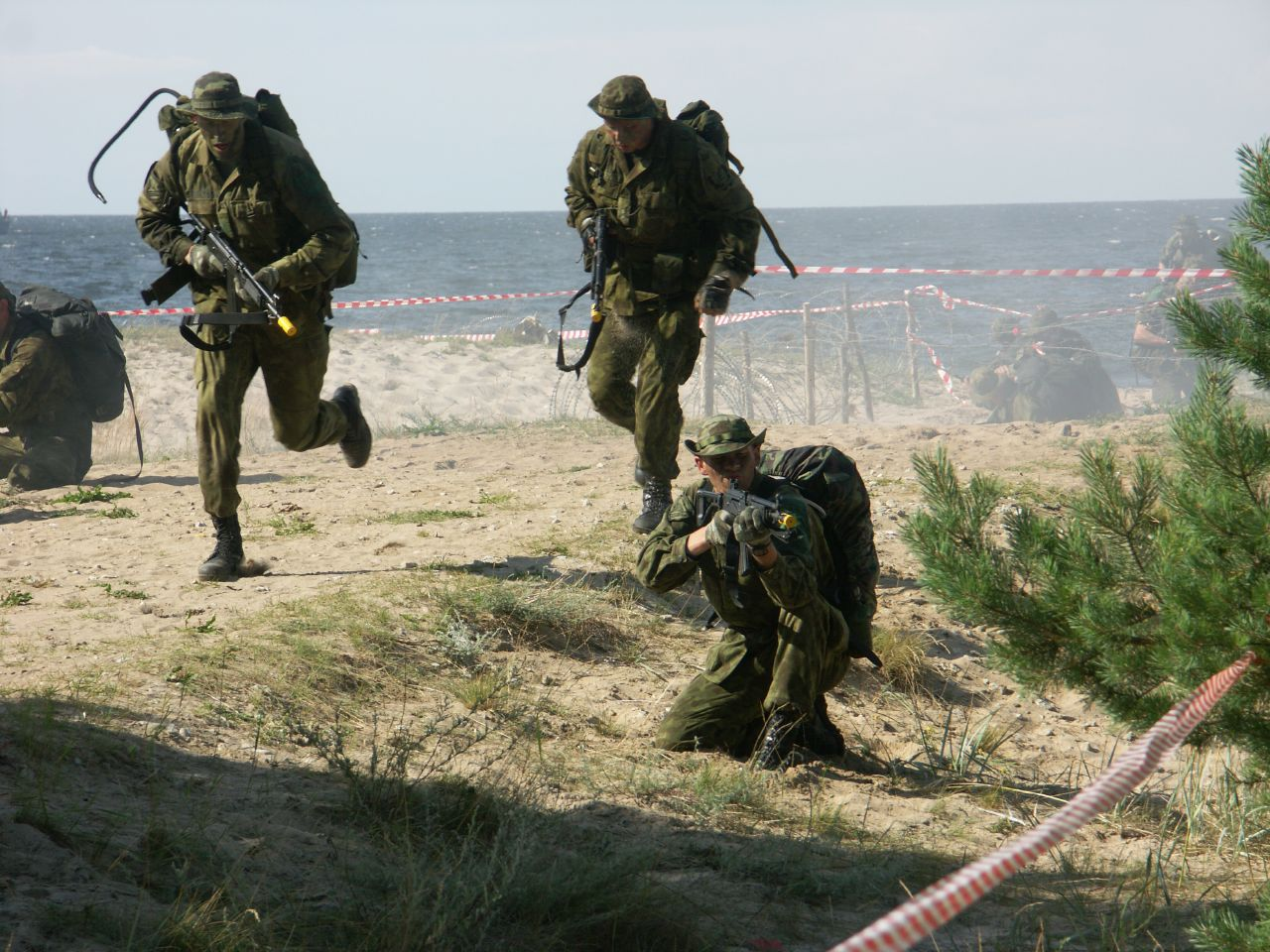
Estonští vojáci na cvičení
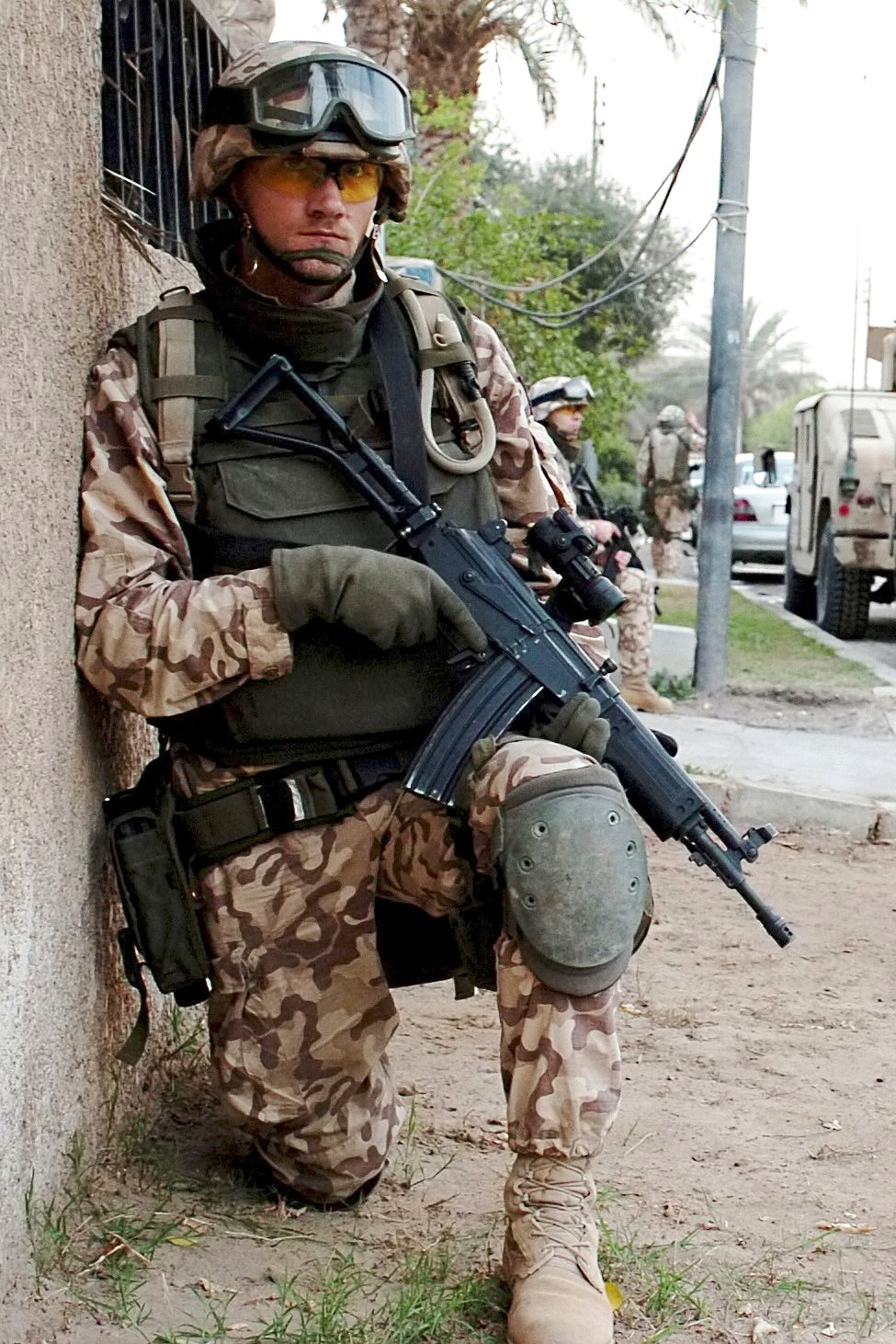
Voják estonských pozemních sil na misi v Iráku

## Námořnictvo

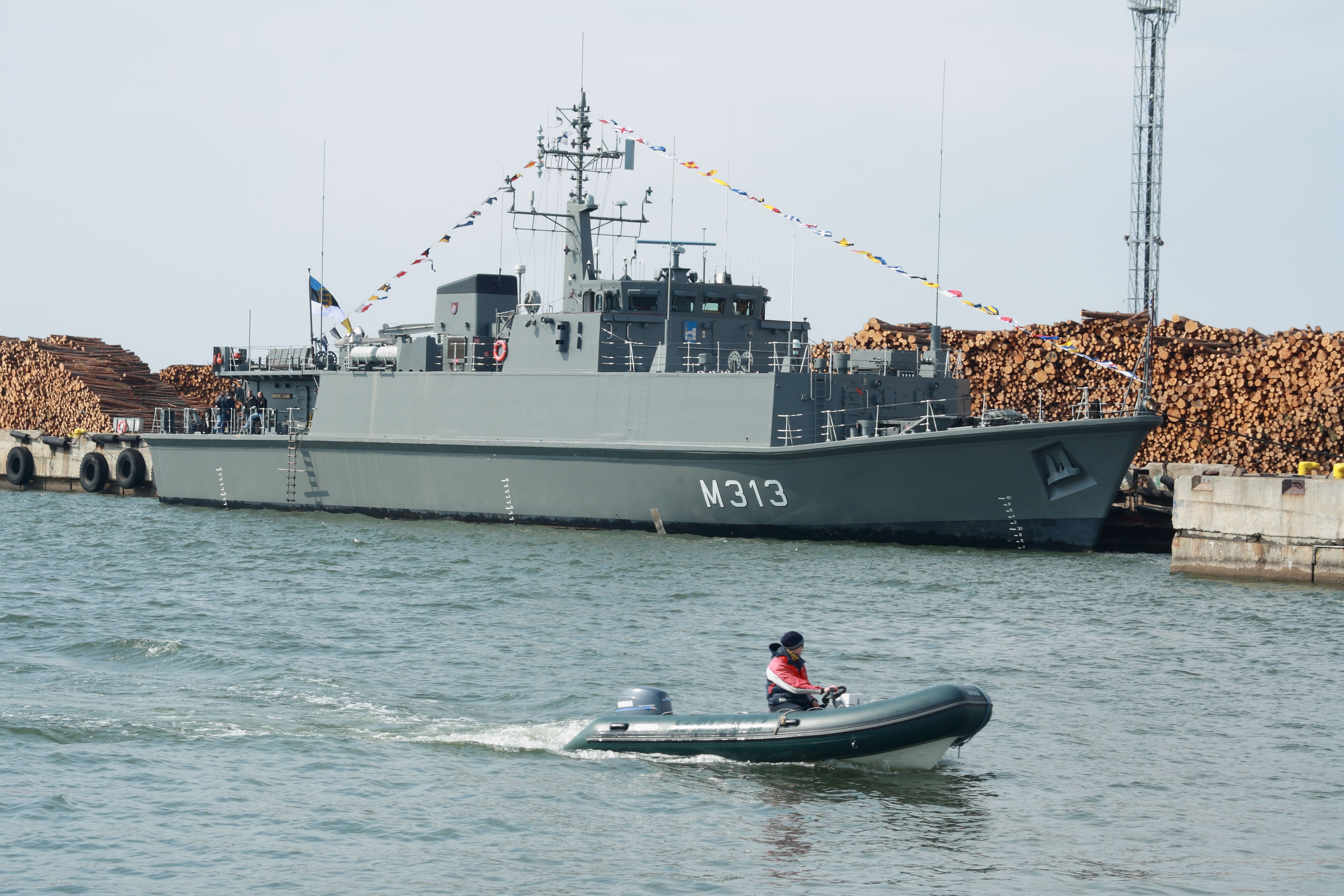
Loď Admiral Crowan

Námořnictvo (Merevägi) je zodpovědné za obranu a ostrahu teritoriálních vod Estonska. V případě napadení státu musejí být připraveny k obraně pobřeží, mořských komunikací, přístavních oblastí a ke spolupráci s koaličními jednotkami. Bylo znovuobnoveno roku 1994. Jeho síly tvoří tři minolovky a podpůrná loď.
Hlavní činností v době míru námořnictva je odminování teritoriálních vod a zajištění bezpečnosti námořních cest. Během první a druhé světové války bylo v Baltském moři rozmístěno přes 80 tisíc min. Od roku 1995 Estonsko v tomto spolupracuje s ostatními pobaltskými státy.

## Letectvo

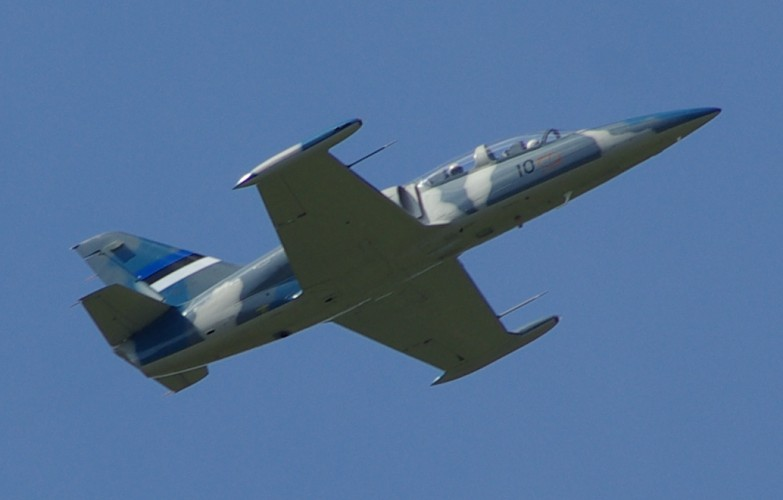
L-39 estonských vzdušných sil

Õhuvägi je estonské letectvo. Je zodpovědné za obranu vzdušného prostoru. Vlastní malý počet letadel a helikoptér, mimo jiné i vrtulníky Mi-8 a letouny An-2 nebo proudové cvičné a bitevní letouny L-39.
Moderní estonské vzdušné síly vznikly 16. prosince 1991. Sestává z velitelství vzdušných sil (Tallinn), leteckou základnu Ämari a velitelství leteckého průzkumu. Poslední jmenovaná složka disponuje hlavně radary a druhořadým průzkumným letectvem. Aktivně sloužících vojáků v estonském letectvu je kolem 300.

## Kaitseliit
Organizace Kaitseliit, čili národní obranná liga je dobrovolnická organizace pro národní obranu, jejímž účelem je zvýšit připravenost estonského národa na obranu pro případ války. Funguje na principu aktivních záloh. Mimo jiné také sdružuje zájemce o armádu a provozuje mládežnickou organizaci Noored Kotkad („Mladí orli“), což je estonská obdoba skautu.
Obranná liga navazuje na tradici lidových paramilitárních skupin, které pomáhaly estonské armádě za osvobozenecké války (1918–1920). Je organizována do místních skupin zvaných malevad, kterých je celkem 15. Zároveň se tato organizace stará o branná cvičení, vojenskou historii a vojenské školství. Zbraně, určené k výcviku pro ni, vyřazují přímo pozemní síly.